# Liste des prénoms arméniens masculins
Voici une liste des prénoms arméniens masculins :
- Haut – A
- B
- C
- D
- E
- F
- G
- H
- I
- J
- K
- L
- M
- N
- O
- P
- Q
- R
- S
- T
- U
- V
- W
- X
- Y
- Z

## A
- Abgar
- Abraham
- Achod
- Achot
- Aghavni
- Aliksan
- Anania
- Anastas
- Andon
- Andranik
- Andreas
- Anouchavan
- Anton
- Antranik
- Apkar
- Apraham
- Ara
- Araïg
- Araïk
- Arakel
- Aram
- Aramaniag
- Aramaniak
- Aramazd
- Aramazt
- Ararad
- Ararat
- Archag
- Archak
- Archalouïs
- Archam
- Archavir
- Ardachès
- Ardag
- Ardavan
- Ardavazt
- Ardem
- Areg
- Arek
- Arev
- Arevchad
- Arevchat
- Argam
- Argavan
- Aris
- Arkam
- Arkavan
- Armavir
- Armen
- Arménag
- Arménak
- Arpiar
- Arsen
- Artachès
- Artak
- Artavan
- Artavazd
- Artin
- Artem
- Asbed
- Aspet
- Assadour
- Assatour
- Atanas
- Atom
- Awo
- Avag
- Avak
- Avédig
- Avédis
- Avétik
- Avétis
- Azad
- Azaria
- Azat
- Aznavour
- Aren

## B
- Babguen
- Badrig
- Badvagan
- Baghdassar
- Bardoughiméos
- Barkev
- Barouïr
- Barounak
- Barsam
- Barsegh
- Bartev
- Bazé
- Bédros
- Berdj
- Boghos
- Burak
- Buzand

## C
- Chabouh
- Chahan
- Chahèn
- Chant
- Chapouh
- Chavarche
- Chenork
- Chirag
- Chirak
- Chiraz

## D
- Dadjad
- Daron
- David
- Davit
- Dérénik
- Dertad
- Dikran
- Diraïr
- Diran
- Djivan
- Donagan
- Dork
- Dzovag

## E
- Edik
- Edvard
- Endzag
- Entzak
- Eréa
- Erémia

## G
- Gaguik
- Gaïdzag
- Galoust
- Gamo
- Garabed
- Garabet
- Garbis
- Garéguine
- Garen
- Garnik
- Gasbar
- Ghazaros
- Ghévond
- Ghévont
- Ghougas
- Ghoukas
- Gomidas
- Gor
- Gorioun
- Gosdan
- Gourguen
- Grigor
- Gégham[1]
- Guévorg
- Guiragos
- Gevorg
- Garik

## H
- Hagop
- Haïg
- Haïgag
- Haïgaram
- Haïgaz
- Hayk
- Haïkak
- Haïkaram
- Haïkaz
- Haïrabed
- Haïrapet
- Hakob
- Hakop
- Hamazasb
- Hamazasp
- Hambartzoum
- Haroutioun
- Hétoum
- Hmaïag
- Hmaïak
- Hovaguim
- Hovakim
- Hovannès
- Hovig
- Hovik
- Hoviv
- Hovnatan
- Hovsep
- Hraïr
- Hrand
- Hrant
- Hratch
- Hrazdan
- Hraztan

## I
- Ichkhan
- Isahag
- Isahak

## J
- Jiraïr
- Julian

## K
- Kaïtzak
- Kakig
- Kalousd
- Kamo
- Karapet
- Karékine
- Karen (en)
- Karnig
- Karpis
- Karo
- Kaspar
- Katchig
- Katchik
- Kégham
- Kérop
- Kévork
- Khajag
- Khajak
- Khatchadour
- Khatchatour
- Khatchig
- Khatchik
- Khoren
- Khosrov
- Kirakos
- Knel
- Karim
- Komitas
- Kor
- Korioun
- Kostan
- Kourken
- Krikor

## L
- Lernig
- Lernik
- Lévon
- Lorik
- Loris

## M
- Magar
- Makar
- Mamigon
- Mamikon
- Manoug
- Manouk
- Marat
- Mardig
- Mardiros
- Margos
- Markar
- Martik
- Martiros
- Massis
- Matévos
- Meguerditch
- Mehèr
- Mekertitch
- Mekhitar
- Melkon
- Melik
- Méroujan
- Mesrob
- Mesrop
- Mihran
- Mikael
- Minas
- Miridjan
- Missag
- Missak
- Mouchegh
- Mourad
- Movsès
- Méliss

## N
- Nahabed
- Nahapet
- Nareg
- Narek
- Navassart
- Nazar
- Nazaret
- Nechan
- Nersès
- Never
- Nigoghos
- Nikoghos
- Noi
- Noraïr
- Noubar
- Noyan

## O
- Ohan
- Ohannes
- Onnig
- Onnik
- Ovik

## P
- Paghtassar
- Païlag
- Païlak
- Pakrad
- Papken
- Paramaz
- Parkev
- Parouïr
- Parounag
- Parsam
- Parsegh
- Partev
- Patrik
- Patvakan
- Pazé
- Pertch
- Pétros
- Pilippos
- Poghos
- Purag
- Puzant

## R
- Rachik
- Rafael
- Raffi
- Razmig
- Razmik
- Rouben
- Roupen
- Romik
- Roman

## S
- Sahag
- Sahak
- Samvel
- Saro
- Safar
- Sargis
- Sarkis
- Sarven
- Sassoun
- Sébouh
- Sédrak
- Sembat
- Sempad
- Sépouh
- Sérob
- Sérop
- Sétrag
- Sévag
- Sévak
- Sévan
- Sévane
- Seyran
- Siméon
- Sipan
- Siragan
- Sirakan
- Soghomon
- Shahnourh
- Solag
- Sos
- Soukias
- Souren
- Stépan
- Styopa
- Spartak

## T
- Takvor
- Taron
- Tatchat
- Tatéos
- Tatev
- Tatoul
- Tavit
- Tavros
- Terdat
- Térénig
- Tigran
- Tiraïr
- Tiran
- Tonakan
- Torgom
- Tork
- Torkom
- Toros
- Tovmas
- Tsolag
- Tsolak
- Tzovak
- Tom

## V
- Vagharch
- Vagharchag
- Vagharchak
- Vaghinag
- Vaghinak
- Vahagn
- Vahakn
- Vahan
- Vahé
- Vahik
- Vahram
- Van
- Varaz
- Vardan
- Varoujan
- Varinag
- Varinak
- Vartan
- Vartguès
- Vartkès
- Vassag
- Vassak
- Vasken
- Vatchagan
- Vatchakan
- Vatché
- Vazguen
- Vazken
- Vazrig
- Vazrik
- Verjin
- Viguen
- Viken
- Vlasi
- Vortig
- Vortik
- Vosdan
- Vosgan
- Voskan
- Vostan
- Vram
- Vramchabouh
- Vramchapouh
- Vrej
- Vrouïr

## Y
- Yacha
- Yeghia
- Yeghiché
- Yeprèm
- Yeram
- Yeraz
- Yervand
- Yervant
- Yeznig
- Yeznik

## Z
- Zadig
- Zadik
- Zakar
- Zareh
- Zaven
- Zénob
- Zénop
- Zohrab
- Zoraïr